# Нешо Чалъков
Нешо Теодоровичов Чалъкоолу е български търговец и дарител, произхождащ от копривщенския род Чалъкови. По-малък брат е на Вълко Чалъков и Стоян Чалъков.
Роден е през 1770 г. в село Копривщица и се занимава с джелепство и бегликчийство, откъдето идват и средствата за дарителската му дейност.
Обществената дейност на Нешо Чалъков не се изчерпва само с дарителство. При градежа на черковата „Успение Богородично“ в църковната кондика е записан, че води счетоводните бележки за периода 1815 и след това.
С иждивението (ктиторство) на Нешо Чалъков са градени няколко чешми в Копривщица. Най-старата чешма е построена от него в непосредствена близост със старата семейна къща на Чалъкови, намираща се срещуположно на Десьовската къща. Чешмата е строена през 1825 година и е преименувана по-късно на Десьовска, на името на Теодораки Десьоолу. Друга чешма, градена през 1826 г., се намира в двора на Чалъковата къща и има украса от стилизирани кипариси. Трета чешма, на името на чалъковия род, е построена през 1828 г. в двора на Азманската къща, собственост по това време на Нешо Тодоров Чалъков.
Построената в 1826 г. и поместена в оградния дувар на родната къща на Евлампия Векилова Пейовска чешма с ктитори Иван Вълкович Герганоолу и Нешо Теодоровичов Чалъкоолу е измайстоена с настойничеството и личния труд на майстор хаджи Геро Добрович.
Нешо Чалъков почива през 1829 година в родното си село.